# 黃嘉賓 (嘉靖進士)
黃嘉賓（？—？），字子揚，福建建寧府崇安縣人，軍籍，明朝政治人物。

## 生平
嘉靖三十四年（1555年）乙卯科福建鄉試第八十六名舉人。嘉靖三十八年（1559年）中式己未科會試第一百十四名，三甲第三十二名進士。官至户部主事。

## 家族
曾祖黃季榮，曾任壽官；祖父黃文雅；父黃琮，曾任教諭。母吳氏。慈侍下。